# Атомно-флуоресцентний аналіз
А́томно-флуоресце́нтний ана́ліз (рос. атомно-флуоресцентный анализ, англ. atomic-fluorescent material analysis, нім. atomare Fluoreszenzanalyse) — метод кількісного елементного аналізу за атомними спектрами флуоресценції. 
Для одержання спектрів атомний шар проби опромінюють електромагнетними променями з частотою, яка збігається з частотою флуоресценції встановлюваних атомів (резонансна флуоресценція). 
Застосовується для визначення приблизно 50 елементів у сплавах, гірських породах, породах Місяця та планет Сонячної системи, ґрунтах, нафті, воді тощо.